# لينغوتو

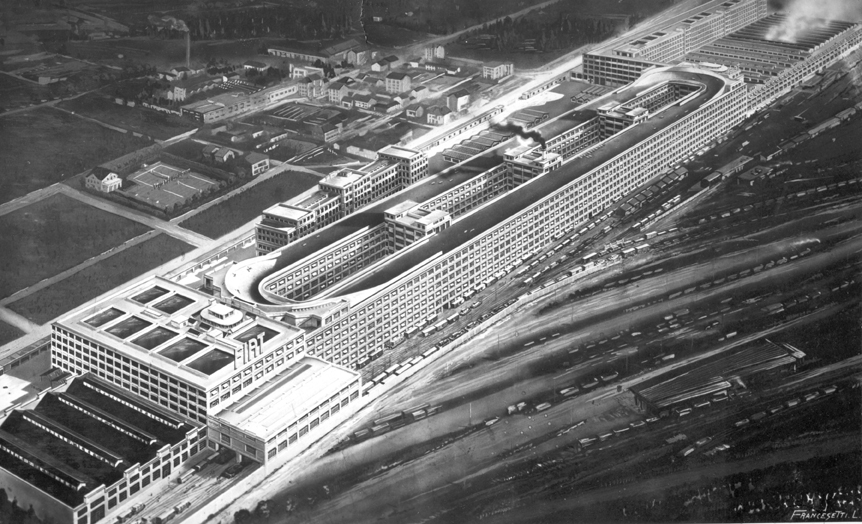
مشهد لفيات لينغوتو عام 1928.

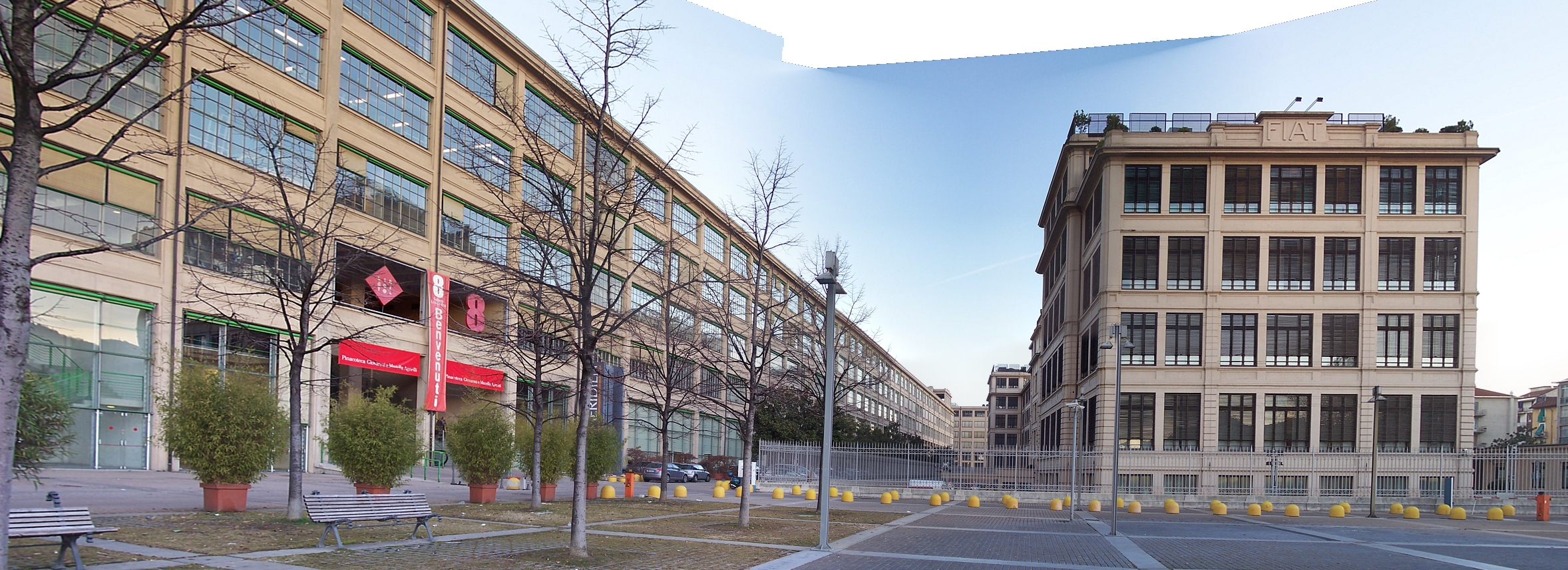
لينغوتو حالياً.

لينغوتو (بالإيطالية: Lingotto)‏ كان مصنع سيارات ضخم شيدته شركة فيات. صممه المهندس المعماري الشاب ماتي تروكو وبدأ العمل به في 1916 وافتتح في عام 1923.